# Sparkasse Aurich-Norden

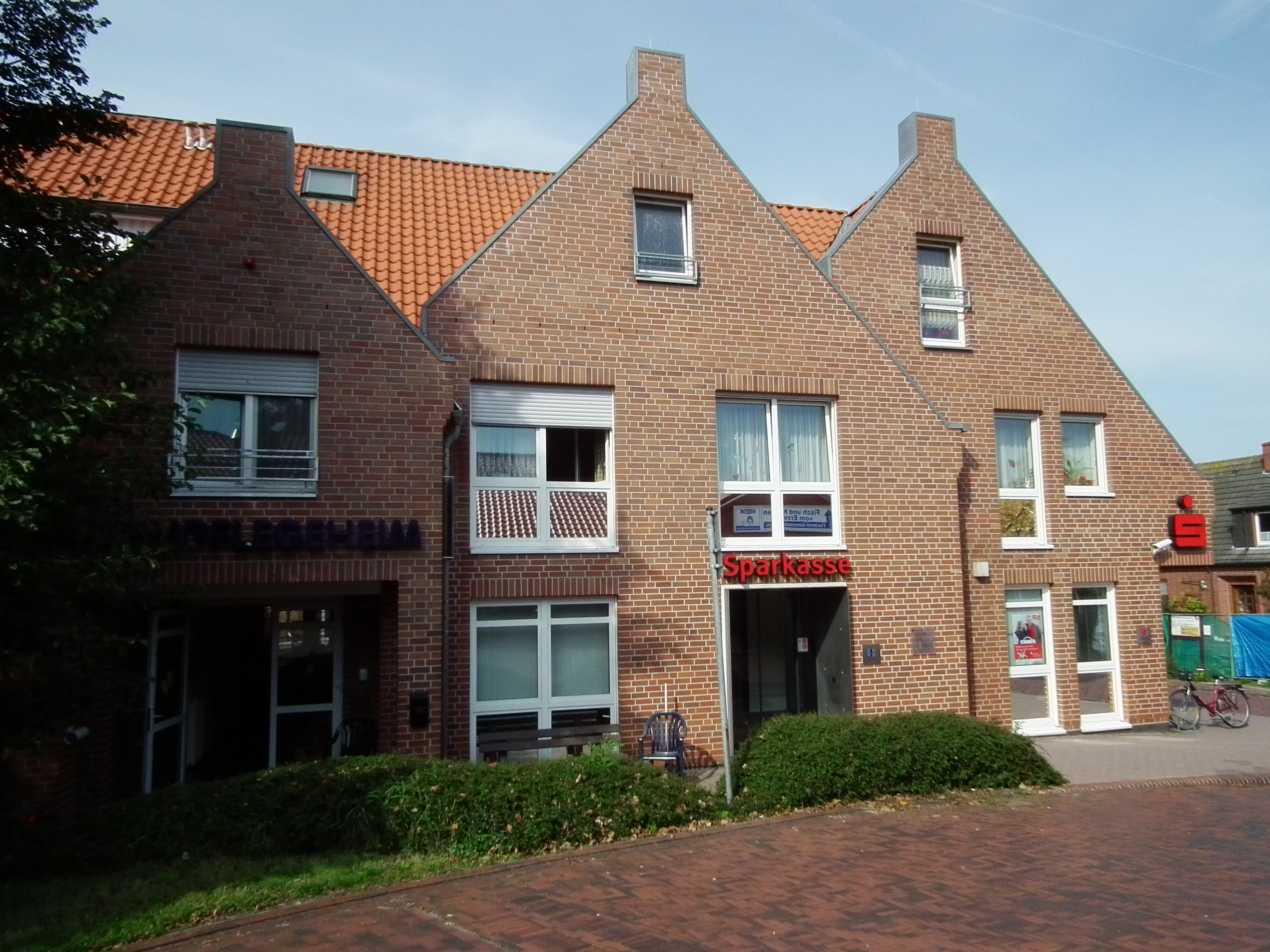
Filiale Greetsiel

Die Sparkasse Aurich-Norden ist eine öffentlich-rechtliche Sparkasse mit Sitz in Aurich und Norden. Das Geschäftsgebiet ist der Landkreis Aurich.
Die Sparkasse Aurich-Norden wies im Geschäftsjahr 2023 eine Bilanzsumme von 2,822 Mrd. Euro aus und verfügte über Kundeneinlagen von 2,034 Mrd. Euro. Gemäß der Sparkassenrangliste 2023 liegt sie nach Bilanzsumme auf Rang 174. Sie unterhält 34 Filialen/Selbstbedienungsstandorte und beschäftigt 418 Mitarbeiter.

## Organisationsstruktur
Die Sparkasse Aurich-Norden ist eine Anstalt des öffentlichen Rechts. Rechtsgrundlagen sind das Niedersächsische Sparkassengesetz und die durch den Träger der Sparkasse erlassene Satzung. Organe der Sparkasse sind der Vorstand und der Verwaltungsrat.
Träger der Sparkasse Aurich-Norden ist der  Zweckverband der Sparkasse Aurich-Norden in Ostfriesland -Ostfriesische Sparkasse-. Dem Zweckverband gehören der Landkreis Aurich und die Stadt Norden als Mitglieder an.

## Sparkassen-Finanzgruppe
Die Sparkasse Aurich-Norden ist Teil der Sparkassen-Finanzgruppe und gehört damit auch ihrem Haftungsverbund an. Er sichert den Bestand der Institute und sorgt dafür, dass sie auch im Fall der Insolvenz einzelner Sparkassen alle Verbindlichkeiten erfüllen können. Die Sparkasse vermittelt Bausparverträge der regionalen Landesbausparkasse, offene Investmentfonds der Deka und Versicherungen der VGH Versicherungen. Im Bereich des Leasing arbeitet die Sparkasse Aurich-Norden mit der  Deutschen Leasing zusammen. Die Funktion der Sparkassenzentralbank nimmt die Nord/LB wahr.

## Geschichte
Als älteste Vorgängerin kann die Leih- und Sparcasse in der Stadt Norden (1840) angesehen werden. Drei weitere Vorgänger zählen zu den Wurzeln der heutigen Sparkasse: die Ostfriesische Sparkasse, die Amtssparkasse Aurich und die Sparkasse des ehemaligen Landkreises Emden.
Im Laufe der Zeit schlossen sich diese Sparkassen zu zwei Instituten im heutigen Geschäftsgebiet zusammen: die Kreissparkasse Aurich -Ostfriesische Sparkasse- für den Altkreis Aurich und die Kreis- und Stadtsparkasse Norden für den Altkreis Norden. Im Rahmen der kommunalen Gebietsreform im Jahr 1978 wurden die früheren Landkreise Aurich und Norden zum heutigen Landkreis Aurich zusammengelegt. Die beiden Sparkassen bestanden zunächst unverändert fort. Erst Anfang der 2000er Jahre kam es zur Fusion beider Sparkassen. Seitdem lautet die offizielle Firmierung Sparkasse Aurich-Norden in Ostfriesland -Ostfriesische Sparkasse-. Die fusionierte Sparkasse hat einen Doppelsitz in Aurich und Norden.
Die Sparkasse Aurich-Norden hat ihr 175-jähriges Bestehen genutzt, um als erste Sparkasse in Deutschland die Unternehmensgeschichte in der Zeit des Nationalsozialismus zu beleuchten. Ergebnis ist die Ausstellung „Sparkasse im Nationalsozialismus – Der Versuch einer Rekonstruktion anhand eines Dachbodenfundes“.